# المكتبة الأمريكية لأبحاث هواة جمع الطوابع
تعد المكتبة الأمريكية لأبحاث هواة جمع الطوابع (APRL)، ومقرها في بيلفونتي بولاية بنسلفانيا، أكبر مكتبة عامة لهواة جمع الطوابع في الولايات المتحدة.
وتخدم المكتبة احتياجات أعضاء الجمعية الأمريكية لهواة جمع الطوابع (APS) - التي ترتبط بها ارتباطاً وثيقاً وتشترك معها في المباني - والجمهور. وتضم المكتبة أكثر من 21,000 عنوان كتاب و5,700 عنوان مجلة. افتُتح المبنى الحالي الذي تبلغ مساحته 19,000 قدم مربع (1,800 متر مربع) في عام 2016.

## الوضع القانوني
المكتبة هي مكتبة عامة بموجب قانون ولاية بنسلفانيا، وهي مسجلة لدى دائرة الإيرادات الداخلية الأمريكية كمؤسسة أمريكية غير ربحية. وهي تتعامل مع أموال التبرعات على أنها مبالغ خصم خيري لأغراض ضريبة الدخل الفيدرالية الأمريكية.

## الهيكل التنظيمي
يدير المكتبة مجلس أمناء مكون من تسعة أعضاء. ويخدم كل عضو لمدة ست سنوات. ثلاثة أعضاء ينتخبهم أعضاء الجمعية الأمريكية لهواة جمع الطوابع، وثلاثة أعضاء يعينهم رئيس الجمعية الأمريكية لهواة جمع الطوابع، وثلاثة أعضاء ينتخبهم مؤسسو المكتبة ورعاتها.

## الاصدارات
تنشر المكتبة مجلة فصلية بعنوان "مجلة أدب هواة جمع الطوابع"، والتي تتضمن مراجعات للكتب والببليوغرافيات ومحتويات أخرى ذات صلة بالقرطاسية البريدية.

## روابط خارجية
- الموقع الرسمي للمكتبة
- استعراض أدبيات الطوابعية
- فهرس المكتبة
- المكتبة الأمريكية لأبحاث الطوابع البريدية - بيبر أوبراين هير للمهندسين المعماريين